# Schoenus tendo
Schoenus tendo är en halvgräsart som först beskrevs av Joseph Dalton Hooker, och fick sitt nu gällande namn av Joseph Banks, Daniel Carl Solander och Joseph Dalton Hooker. Schoenus tendo ingår i släktet axagssläktet, och familjen halvgräs. Inga underarter finns listade i Catalogue of Life.